# Don Bitterlich
Don Bitterlich (Warminster, 5 gennaio 1954) è stato un giocatore di football americano, di nazionalità statunitense, che ha giocato nel ruolo di Kicker per una stagione con i Seattle Seahawks della National Football League (NFL). Fu scelto nel corso del terzo giro (92º assoluto) del Draft NFL 1976 dai Seahawks. Al college ha giocato a football alla Temple University.

## Carriera professionistica

### Seattle Seahawks
Bitterlich fu scelto nel corso del terzo giro del Draft 1976 dalla neonata franchigia dei Seattle Seahawks. Disputò una sola stagione da professionista ma si distinse per aver calciato il primo field goal della storia dei Seahwaks nonché di aver messo a segno i primi punti della storia della franchigia. Dopo la partita della terza settimana disputata contro i San Francisco 49ers, Bitterlich fu svincolato. Abbandonata la carriera da giocatore egli divenne un musicista professionista, suonando la fisarmonica nell'area di Philadelphia.

## Statistiche
| Partite totali             | 3  |
| Partite totali da titolare | 0  |
| Field goal provati         | 4  |
| Field goal segnati         | 1  |
| Field goal più lungo       | 27 |